# تشارلز إتش مور
تشارلز إتش مور (بالإنجليزية: Charles H. Mohr)‏ هو صحفي أمريكي، ولد في 16 يونيو 1929، وتوفي في 17 يونيو 1989 بسبب نوبة قلبية.